# Рустенбург (РЮА)
Рустенбург (на африкаанс: Rustenburg) е град в Република Южна Африка. Разположен е в подножието на планинската верига Магалисберг. Близо до града се намират две големи мини, в които се добива около 70 % от световния добив на платина. Населението му е 104 612 жители (по данни от преброяването от 2011 г.).
Градът е домакин на мачове от световното първенство по футбол 2010.

## История
Градът е основан през 1851, като административен център на плодороден селскостопански регион, произвеждащ цитруси, фъстъци, тютюн, слънчогледи и др. Рустенбург е едно от най-старите бурски селища в северната част на страната и дом на Пол Крюгер, национален герой и президент на Република Южна Африка.
Разположен на основна магистрала, градът е важен транспоретен и туристически център. Наблизо се намира световноизвестния луксозен курорт Сън Сити.